# Полово (Тверская область)
Полово — деревня в Пеновском районе Тверской области России. Входит в состав Чайкинского сельского поселения.

## География
Расположена на берегу Половского озера в 21 км по прямой и в 30 км по автодорогам к северо-западу от районного центра. Через деревню протекает река Половизьма.

## История
В XIX веке деревня состояла из нескольких частей: Половы, Старь, Рог, Кресты. Население исторически занималось рубкой леса и возкой дров. В 1912 году в Полове была открыта начальная школа.

## Население
| 1859 | 1897 | 2010 |
| ---- | ---- | ---- |
| 177  | ↗218 | ↘25  |

Согласно результатам переписи 2002 года, в национальной структуре населения русские составляли 89% от общей численности населения в 47 чел..

## Транспорт
Деревня доступна автотранспортом, рядом с ней проходит автодорога 28Н-1237. Остановка общественного транспорта «Полово».

## Известные уроженцы
В деревне родился Иван Михайлович Жагренков (1923—1944) — Герой Советского Союза.